# Yemen en los Juegos Olímpicos de Tokio 2020
Yemen estuvo representado en los Juegos Olímpicos de Tokio 2020 por cinco deportistas, tres hombres y dos mujeres, que compitieron en cuatro deportes.
Los portadores de la bandera en la ceremonia de apertura fueron el yudoca Ahmed Ayash y la tiradora Yasmin Al-Raimi. El equipo olímpico yemení no obtuvo ninguna medalla en estos Juegos.